# Sant Disdier
Sant Disdier (en francès Saint-Disdier) és un antic municipi francès, que pertany al municipi del Devolui, situat al departament dels Alts Alps i a la regió de Provença – Alps – Costa Blava.
L'1 de gener de 2013 va fusionar-se amb Anhera de Devolui, la Clusa i Sant Estève en Devoluí.

## Demografia
| 1836                                       | 1962 | 1968 | 1975 | 1982 | 1990 | 1999 | 2006 | 2012 |
| ------------------------------------------ | ---- | ---- | ---- | ---- | ---- | ---- | ---- | ---- |
| 592                                        | 178  | 211  | 190  | 163  | 157  | 147  | 135  | 141  |
| Des de 1962: població sense dobles comptes |      |      |      |      |      |      |      |      |

## Administració
| Període               | Identitat          | Partit |
| --------------------- | ------------------ | ------ |
| 2001-2008             | Christian Sarrazin |        |
| 2008-desembre de 2012 | Guy Michel         |        |